# Thomas Gaardsøe
Thomas Gaardsøe (Gassum, 23 november 1979) is een profvoetballer afkomstig uit Denemarken. Gedurende zijn loopbaan speelde Gaardsøe voor Aalborg BK, Ipswich Town en West Bromwich Albion. Ook heeft hij wedstrijden gespeeld voor het nationale elftal van Denemarken. Vaak speelde Gaardsøe als centrale verdediger, maar ook als rechtsback kon hij uit de voeten. Zijn professionele voetbalcarrière kwam echter voortijdig tot een einde door een zware blessure aan zijn lies. Sinds 2009 is hij hiervan hersteld en speelt de Deen weer bij Aalborg BK.

## Aalborg BK
Thomas Gaardsøe werd op 23 november 1979 geboren als zoon van Per Gaardsøe, oud-voetballer van Randers Freja. Daardoor kwam hij al op jonge leeftijd in aanraking met voetbal. Ook Thomas zou spelen voor Randers Freja, namelijk in de jeugdelftallen van de club. Hij viel op door zowel in 1994 als in 1995 het Deens nationale schoolvoetbaltoernooi te winnen, waar hij in beide finales wist te scoren. Daardoor kwam er interesse van professionele voetbalclubs voor Gaardsøe. Uiteindelijk was het Aalborg Boldspilklub die hem in het seizoen 1996/1997 contracteerde. Zijn debuut zou hij aan het einde van dat seizoen maken, namelijk in juni. Vanaf het seizoen 1998/1999 ging Thomas Gaardsøe op regelmatige basis spelen voor Aalborg. Mede dankzij zijn spel werd Aalborg dat seizoen kampioen van Denemarken, voor Brøndby IF en Akademisk Boldklub. Die laatstgenoemde club zorgde er echter wel voor dat Gaardsøe niet met Aalborg de Beker van Denemarken won, want in de finale werden ze verslagen met 2-1. Ook de Deense Super Cup van 1999 ging voor Aalborg verloren tegen AB. Gaardsøe's echte doorbraak bij Aalborg kwam echter pas in 2001, toen hij als vervanger van de geblesseerde Torben Boye basisspeler werd in het centrum van de verdediging. Hij maakte indruk en werd daardoor in de zomer van 2001 verkocht aan een Engelse Premier League-club. Zijn laatste van de in totaal 92 competitiewedstrijden die Gaardsøe voor Aalborg speelde, was tegen Vejle BK. Alhoewel hij toen niet scoorde, heeft hij wel zes doelpunten voor AaB gemaakt.

## Ipswich Town
Op 28 augustus 2001 kwam Thomas Gaardsøe onder contract te staan bij het Engelse Ipswich Town. Daar kwam hij samen te spelen met voetballers als Martijn Reuser, Matt Holland en Hermann Hreidarsson. Ondanks dat Ipswich 1.3 miljoen pond voor de Deen betaalde aan Aalborg, speelde Gaardsøe weinig in zijn eerste seizoen bij "The Tractor Boys". Dit kwam doordat Hreidarsson en John McGreal de voorkeur kregen als centraal duo in de verdediging. Wel wist Gaardsøe zijn eerste doelpunt voor Ipswich dat seizoen nog te scoren. Dit was in een 5-0-overwinning tegen Sunderland A.F.C. Samen met Derby County en Leicester City degradeerde Ipswich Town dat seizoen echter uit de Premier League. Via de Fair Play Award kwalificeerde de club zich wel voor de UEFA Cup. Daardoor speelde Thomas Gaardsøe het seizoen erop in de First Division met Ipswich Town. Op één niveau lager veroverde hij wel een basisplek in het team. Ondanks dat hij een belangrijke kracht was in het team, hij speelde 37 competitiewedstrijden, lukte het Gaardsøe niet met Ipswich meteen weer te promoveren naar de Premier League. De club eindigde teleurstellend als zevende. Omdat hij zelf veel indruk had gemaakt, verdiende Thomas Gaardsøe naar een andere Engelse club. Voor Ipswich scoorde hij in 41 competitiewedstrijden vijf doelpunten.

## West Bromwich Albion
In 2003/2004 kwam Thomas Gaardsøe te spelen bij West Bromwich Albion. Het seizoen daarvoor was die club als negentiende gedegradeerd uit de Premier League. Zo ging Gaardsøe spelen bij een concurrent in de First Division van zijn vorige club, Ipswich Town. Meteen werd hij een basiskracht bij West Bromwich. Op één wedstrijd na kwam hij namelijk in alle competitiewedstrijden in actie. Zijn eerste doelpunt voor WBA scoorde Thomas Gaardsøe nota bene tegen Ipswich Town. Uiteindelijk werd de club dat seizoen tweede in de First Division en promoveerde zodoende weer terug naar de Premier League. Daarnaast werd hij door de fans van de club uitgeroepen tot Speler van het Jaar. Door de promotie tekenden sterspelers als Nwankwo Kanu en Zoltán Gera een contract bij West Brom en kwamen zo bij Gaardsøe in de selectie. De Deen bleef wel een basisspeler en wist zich, tegen de verwachtingen in, te handhaven in de Premier League met de club. Daardoor kwam hij ook in het seizoen 2005/2006 uit met West Bromwich Albion op het hoogste niveau van Engeland. Toen sloeg het noodlot voor de verdediger echter toe. Voor aanvang van de wedstrijd tegen Manchester United liep hij een liesblessure op. Naderhand bleek deze zo ernstig te zijn dat Gaardsøe nog maar één wedstrijd dat seizoen zou kunnen spelen. In december van 2006 besloot hij echter zijn carrière te beëindigen, omdat de blessure niet te verhelpen was. Voor West Bromwich Albion speelde Thomas Gaardsøe 81 competitiewedstrijden. Vier keer scoorde hij daarin.

## Terugkeer
Twee en een half jaar nadat Thomas Gaardsøe gestopt was met voetballen, vanwege zijn liesblessure, keerde hij in 2009 terug in het professionele voetbal. Hij tekende een contract bij zijn jeugdclub, Aalborg BK.

## Interlandcarrière
Vanwege zijn goede spel voor West Bromwich Albion mocht Thomas Gaardsøe zich in 2003 melden bij het nationale elftal van Denemarken. Zijn debuut maakte hij op 16 november tegen het Engels elftal. Die wedstrijd werd met 3-2 gewonnen, door een doelpunt van Jon Dahl Tomasson en twee van Martin Jørgensen. Gaardsøe kwam in de 71ste minuut als wisselspeler voor Per Nielsen op het veld. Hierna zou hij nog één interland spelen voor Denemarken. Dat was op 18 augustus 2004 tegen Polen. Die wedstrijd werd met 5-1 gewonnen, onder andere door een doelpunt van Gaardsøe. Desondanks zou hij daarna geen interlands meer spelen, mede veroorzaakt door zijn liesblessure.

## Erelijst
- SAS Ligaen: 1999 (Aalborg BK)
- Vice-kampioen Deense Beker: 1999, 2000 (Aalborg BK)
- Vice-kampioen Deense Super Cup: 1999 (Aalborg BK)
- Vice-kampioen First Division: 2004 (West Bromwich Albion)
- WBA's Speler van het Jaar: 2004 (West Bromwich Albion)